# Dystasia chassoti
Dystasia chassoti es una especie de escarabajo longicornio del género Dystasia, familia Cerambycidae. Fue descrita científicamente por Breuning en 1973.
Habita en Malasia. Los machos y las hembras miden aproximadamente 18 mm.